# Lee Harris
Lee Harris (nascut com Lee Joel Harris, el 22 d'octubre de 1972 a Londres, Regne Unit) és un músic britànic, conegut per ser el guitarrista de la banda Nick Mason's Saucerful of Secrets.

## Biografia
Els seus pares el van criar escoltant bandes de rock clàssic, com The Who, The Rolling Stones, Carlos Santana, Allman Brothers, Deep Purple, Joe Walsh, Joe Cocker, ZZ Top i, per descomptat, Pink Floyd. Va agafar una guitarra perquè es va apassionar amb Eric Clapton i, a través d'ell, es convertí en un músic de blues als 13 anys.
Va tocar en diverses bandes a Londres des dels seus vint anys fins a finals dels noranta, quan el seu amic Billy Freedom el va convidar a tocar amb un dels herois de la seva infància: el baixista Norman Watt-Roy de Ian Dury i The Blockheads. Va acabar sent el seu webmaster, agent, co-manager i tocant la guitarra amb ells esporàdicament com a membre de gira durant un període de 12 anys.

## Creació Nick Mason's Saucerful of Secrets
El seu pare és director de fotografia i va treballar amb Storm Thorgerson en alguns projectes de Pink Floyd, el més famós és el video de High Hopes. Va ser en una exposició del treball de Storm que va conèixer al Guy Pratt i es van fer amics propers. Li va demanar que ocupés el lloc de Norman amb els The Blockheads en un festival, que és quan van tocar junts per primera vegada.
A l'estiu de 2015, va veure a David Gilmour tocant a Orange, així que va parlar amb Guy Pratt i es va reunir amb ell en el show. Després del concert es va adonar del molt que estranyava tocar, així que quan va arribar a casa seva va treure la seva Stratocaster i va començar a tocar molta música de Pink Floyd, tal com ho havia fet quan era adolescent. A l'any següent David Gilmour va tornar a tocar a França i Guy el va convidar a l'amfiteatre de Nîmes.
Mentre veia el concert, pensava en el molt que li encantaria tocar música de Floyd amb Guy. Mentre veia a David tocar molts dels seus famosos solos, es va adonar que la millor manera d'interessar a Guy per tocar amb ell, seria demanar-li que toqués aquestes cançons. Va començar a pensar en Nick Mason i probablement perquè estaven en un antic amfiteatre, similar a Pompeia, l'era primerenca de Floyd, tal vegada si estaria interessat a tocar aquests primerencs temes amb ells. Li va explicar a Guy la seva idea i aquest va pensar que era genial, així que van proposar-li a Nick.
El moment va ser fortuït, ja que la caixa de Pink Floyd The Early Years estava a 4 mesos de posar-se a la venda i Nick Mason també estava molt ocupat coordinant la seva exposició sobre Pink Floyd, per la qual cosa estava envoltat del seu passat i havia de parlar d'això, en lloc de ser musical.
Van organitzar una reunió el febrer de 2017 en la qual Nick i Guy van proposar a Gary Kemp i Dom Beken per completar la banda. A causa d'altres compromisos, va prendre fins a novembre d'aquest any perquè els cinc estiguéssim junts en una habitació. Finalment, el bateria Nick Mason va decidir crear un grup propi: Saucerful of Secrets de Nick Mason. El grup compta amb el guitarrista de Spandau Ballet Gary Kemp, el baixista Guy Pratt que havia anat de gira amb Pink Floyd, el guitarrista Lee Harris i el teclista Dom Beken.

## Discografia
Al setembre del 2020, la banda va llançar un àlbum i una pel·lícula en directe,  Live at the Roundhouse Un senzill amb See Emily Play i Vegetable Man es va llançar durant el Record Store Day.

### Live at the Roundhouse

#### CD/LP One
1. "Interstellar Overdrive" (Syd Barrett, Roger Waters, Richard Wright, Nick Mason) - 5:49
2. "Astronomy Domine" (Barrett) - 4:11
3. "Lucifer Sam" (Barrett) - 3:12
4. "Fearless" (David Gilmour, Waters)- 5:02
5. "Obscured by Clouds" (Gilmour, Waters) - 4:27
6. "When You're In" (Gilmour, Waters, Wright, Mason) - 1:55
7. "Remember a Day" (Wright) - 3:32
8. "Arnold Layne" (Barrett) - 3:15
9. "Vegetable Man" (Barrett) - 2:27
10. "If" (Waters) - 1:55 (amb un solo de Harris a la guitarra[7])
11. "Atom Heart Mother" (Gilmour, Waters, Wright, Mason, Ron Geesin) - 7:14
12. "If (Reprise)" (Waters) - 1:52
13. "The Nile Song" (Waters) - 3:37

#### CD/LP Two
1. "Green Is the Colour" (Waters) - 4:07
2. "Let There Be More Light" (Waters) - 3:37
3. "Childhood's End" (Gilmour) - 3:33
4. "Set the Controls for the Heart of the Sun" (Waters) - 12:21
5. "See Emily Play" (Barrett) - 3:03
6. "Bike" (Barrett) - 2:23
7. "One of These Days" (Gilmour, Waters, Wright, Mason) - 5:57
8. "A Saucerful of Secrets" (Gilmour, Waters, Wright, Mason) - 9:17
9. "Point Me at the Sky" (Gilmour, Waters) - 3:12